# Saint-Venant
Saint-Venant (Nederlands: Papingem) is een gemeente in het Franse departement Pas-de-Calais (regio Hauts-de-France). De plaats maakt deel uit van het arrondissement Béthune. Saint-Venant telde op 1 januari 2022 3.002 inwoners.
Het dorp heette tot in de 12e eeuw Papingehem, vernoemd naar een persoonsnaam. De eerste vermelding, als Papingehem, is van 1075. Toen de mensen er Frans gingen spreken, kreeg het de naam van zijn patroonheilige, Sint-Venantius, naar een kluizenaar die hier in de 8e eeuw leefde.

## Geschiedenis
Saint-Venant behoort tot Vlaams-Artesië. De heerlijkheid werd in 1655 verheven tot graafschap. In 1659 werd de stad krachtens de Vrede van de Pyreneeën aan Frankrijk toegewezen. Van oorsprong was Saint-Venant een versterkte stad. In 1713 kwam de stad definitief aan Frankrijk, krachtens de Vrede van Utrecht.
Tijdens de Eerste Wereldoorlog lag Saint-Venant op 12 km van het front en Saint-Venant werd een logistiek centrum voor de geallieerden. Van 1915-1915 was hier een gezondheidscentrum voor Britse en Indische soldaten gevestigd. In 1917 en 1918 kwam er een Portugees legercorps dat deelnam aan de Vierde Slag om Ieper en later aan de bevrijding van Rijsel.
In 1940 werd hier gepoogd om de Duitse troepen tegen te houden, teneinde de evacuatie uit Duinkerke te ondersteunen.

## Geografie
De oppervlakte van Saint-Venant bedroeg op 1 januari 2022 14,24 vierkante kilometer; de bevolkingsdichtheid was toen 210,8 inwoners per km². De gemeente ligt in de Leievlakte, aan de zuidelijke oever van de rivier, die hier net als zijn benedenloop in België volledig gekanaliseerd is. De Guarbecque komt hier uit op de Leie. De hoogte bedraagt 15-19 meter.

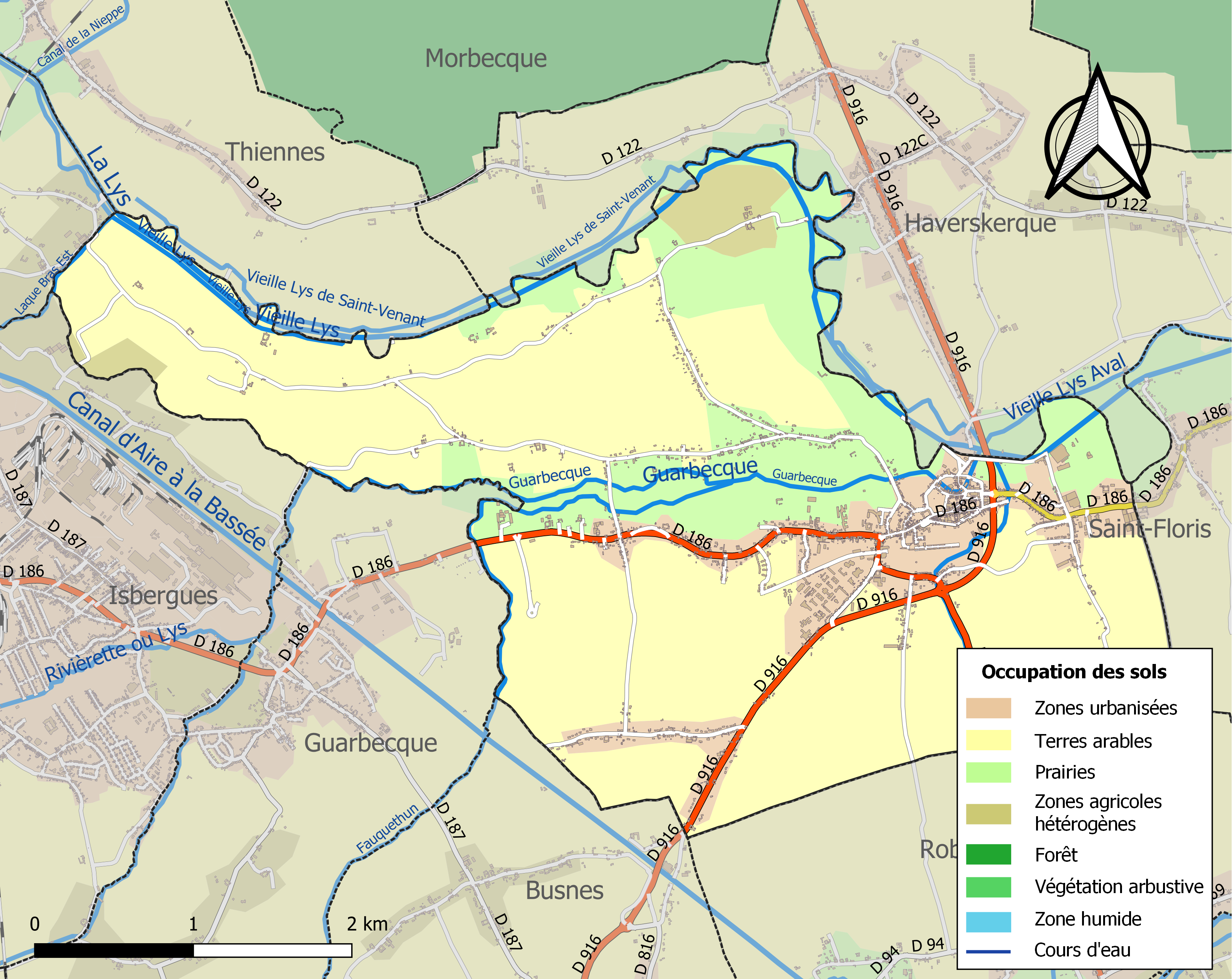
Kaart van de gemeente met belangrijkste infrastructuur, bodemgebruik en omliggende gemeenten

## Bezienswaardigheden
- Het stadhuis van Saint-Venant van 1766, in 1951 geklasseerd als monument historique.
- De Sint-Venantiuskerk, na 1918 herbouwd. Bezit een romaans doopvont van de 11e eeuw, afkomstig uit Vieux-Berquin.
- Het St. Venant Communal Cemetery met oorlogsgraven uit het Britse Gemenebest.
- De Moulin de Saint-Venant op de Guarbecque.
- Resten van twee stadspoorten, waaronder de Porte d'Aire.
- Het voormalige krankzinnigengesticht met kapel en door Lodewijk XIV geschonken fontein.

## Foto's

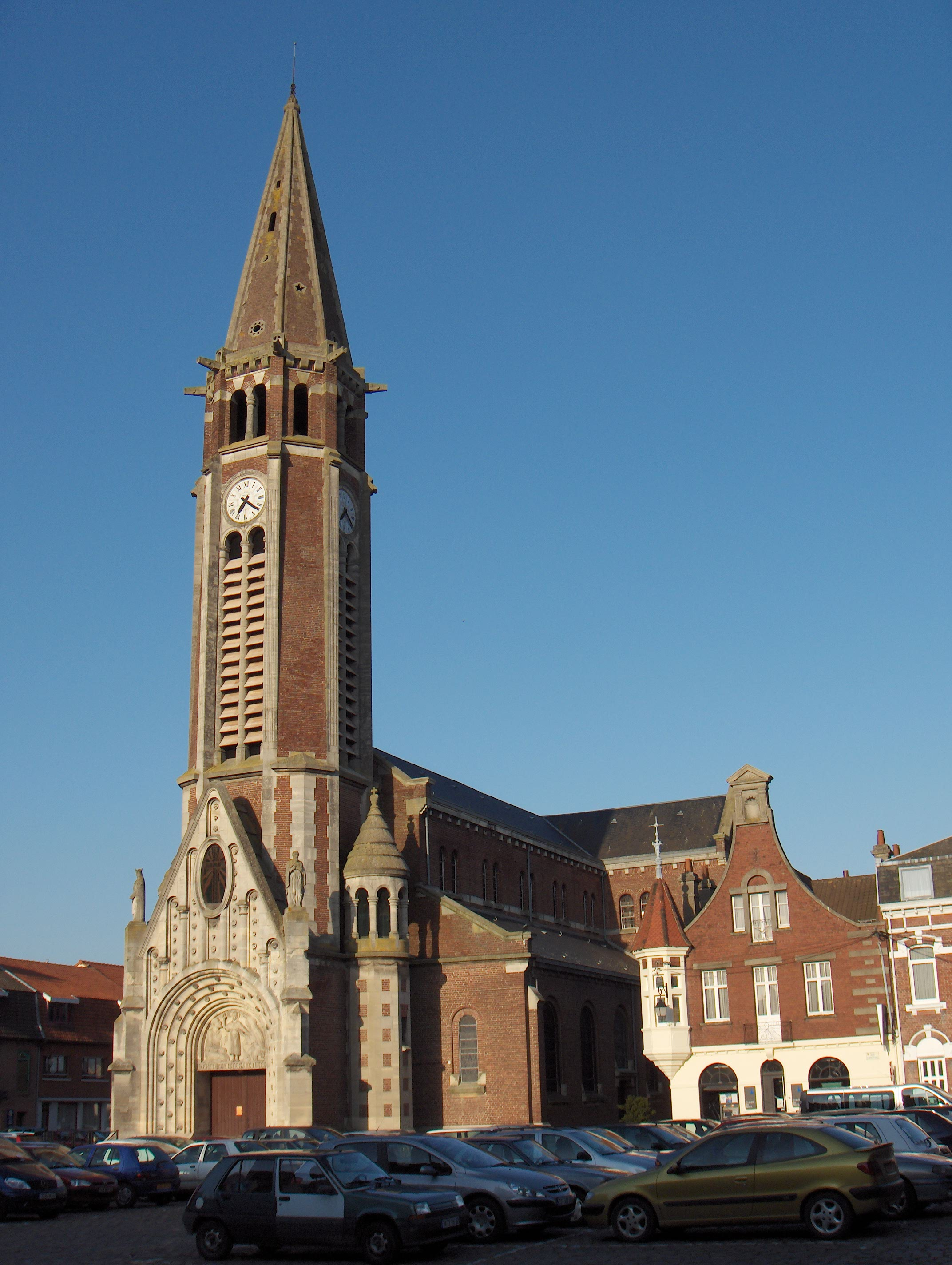
Sint-Venantiuskerk uit het interbellum
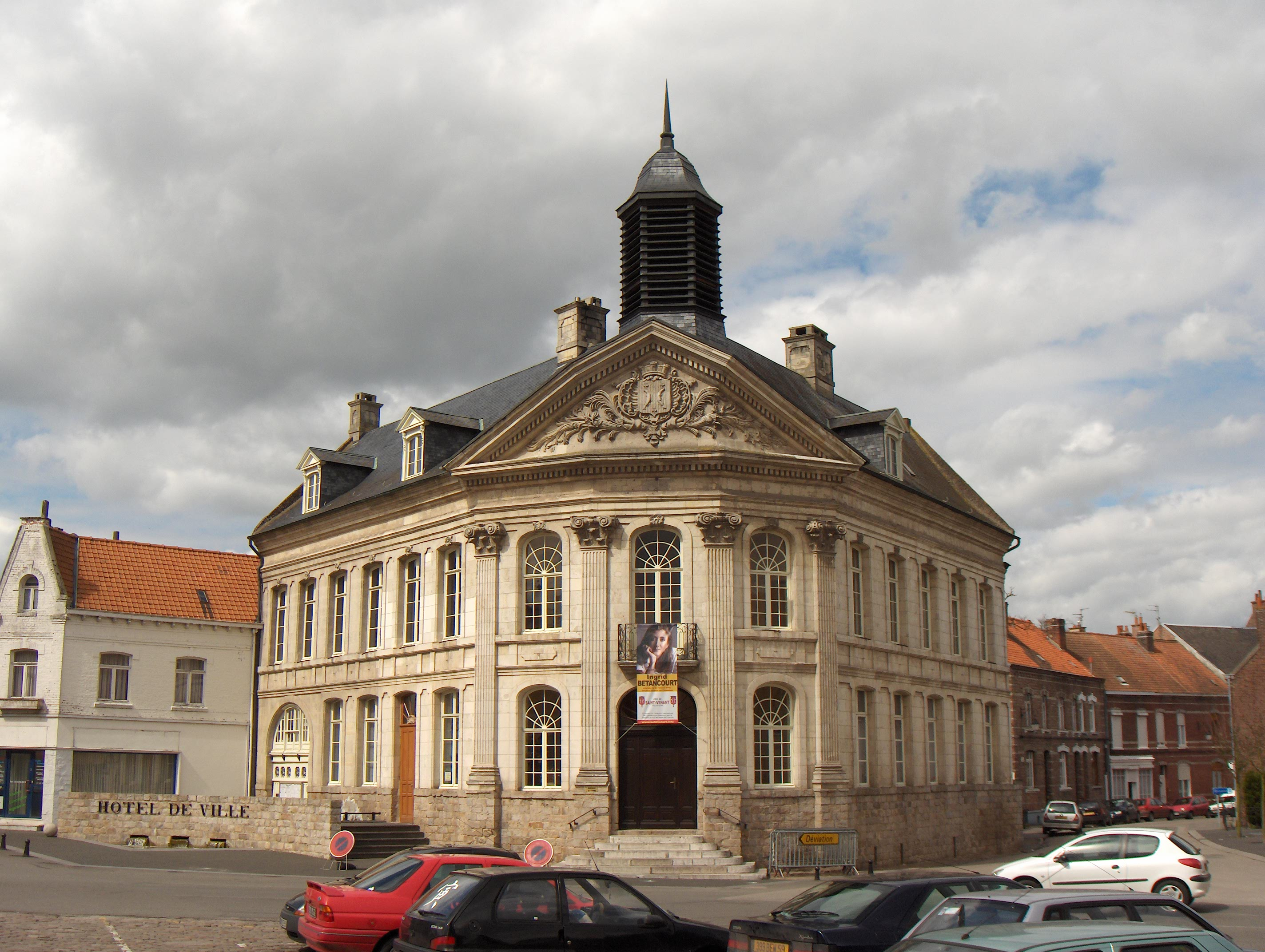
Stadhuis van Saint-Venant uit 1766

## Demografie
Onderstaande figuur toont het verloop van het inwonertal (bron: INSEE-tellingen).

## Nabijgelegen kernen
Saint-Floris, Haverskerke, Robecq, Busnes, Guarbecque